# Nissan Maxima
Nissan Maxima je automobil vyšší střední třídy, který pro Evropu od roku 1988 vyráběla japonská automobilka Nissan. Model nahradil Nissan Laurel.

## Maxima J30
Vyráběla se do roku 1995. Nabízela se pouze jako čtyřdveřový sedan. Model byl nástupcem Nissanu Maxima U11, který byl postaven na platformě Nissanu Bluebird, ale do Evropy nebyla dovážena, zde je za jejího předchůdce považován Nissan Laurel. Na japonském trhu byla Maxima známá pod názvem Cefiro, v Austrálii dokonce jako Teana. Byla nabízena pouze s benzínovým motorem.

### Zážehové motory
- 3,0 V6 24V – 125 kW (1988 – 1995) VG30E

## Maxima QX A32
Vyráběla se v letech 1995 až 2000. Konkrétně v ČR je mnohem známější, než předchozí typ J30. Karosářské verze se nijak nezměnily, zůstává nadále pouze sedan. Model dostal ke svému jménu ještě příponku QX. Tím se dalo odlišit, zda se jedná o verzi pro USA, která příponku nepoužívala, nebo verzi pro Evropu. Do nabídky přibyl nový zážehový motor a původní 3litrový 6válec dostal navýšený výkon.

### Zážehové motory
- 2,0 V6 24V – 103 kW (1995 – 2000) VQ20DE
- 3,0 V6 24V – 142 kW (1995 – 2000) VQ30DE

## Maxima QX A33
Vyráběla se v letech 2000 až 2004. Karosérie i motory opět zůstaly zachovány, pouze 3litrový 6válec dostal větší výkon. V Evropě zůstala Maxima QX s typovým označením A33 bez nástupce, je považována za poslední generaci, ale v USA byla nadále dodávána v dalších generacích A34 a A35.

### Zážehové motory
- 2,0 V6 24V – 103 kW (2000 – 2004) VQ20DE
- 3,0 V6 24V – 147 kW (2000 – 2004) VQ30DE